# Otto Veit (Wirtschaftswissenschaftler)
Otto Veit (* 29. Dezember 1898 in Frankfurt am Main; † 31. Januar 1984 in Wiesbaden)  war ein deutscher Nationalökonom und Sozialwissenschaftler. Er war Professor für Volkswirtschaftslehre, insbesondere Währungs- und Bankpolitik, sowie Direktor des Instituts für Kreditwesen an der Goethe-Universität Frankfurt am Main. Veit war Mitglied der neoliberalen Mont Pelerin Society.

## Leben
Veit wurde als Sohn des Offiziers Georg Veit (1863–1931) und der Bankierstochter Marie, geb. Hardy (1875–1948), in Frankfurt a. M. geboren. Sein Großvater mütterlicherseits war der Gründer des Berliner Bankhauses Hardy & Co. Der Vater diente ab 1908 als Militärberater im Osmanischen Reich, nahm am Balkankrieg teil und kommandierte im Ersten Weltkrieg das 2. Hannoversche Ulanen-Regiment Nr. 14, in das 1914 auch Otto Veit eintrat, bevor er sich zu den Fliegern meldete. Bei einem Flugzeugabsturz wurde er 1917 schwer verwundet. Ab 1919 studierte er Wirtschaftswissenschaften an der Universität Frankfurt am Main, u. a. bei Franz Oppenheimer und Wilhelm Gerloff. Letzterer war Veits Doktorvater, bei dem er 1927 mit der Dissertation „Der Bergbau als staatliche Finanzquelle“ zum Dr. rer. pol. promoviert wurde. 
Er arbeitete anschließend als wirtschaftspolitischer Referent beim Verein deutscher Maschinenbau-Anstalten und Redakteur für Fachzeitschriften sowie von 1931 bis 1934 als Abteilungsleiter bei der Reichsstelle für Außenhandel in Berlin. Nach der Machtübernahme der Nationalsozialisten wurde er aus antisemitischen und politischen Gründen entlassen. Er stand dem NS-kritischen Solf-Kreis nahe. Veit beriet in dieser Zeit verschiedene Kreditinstitute, vor allem das von seinem Großvater gegründete Bankhaus Hardy, 1945 war er vorübergehend dessen Geschäftsführer. 
Nach der Übersiedelung nach Wiesbaden war Veit von 1946 bis 1950 Generaldirektor der Nassauischen Landesbank und von 1947 bis 1952 Präsident der Landeszentralbank von Hessen sowie Mitglied des Zentralbankrates der Bank deutscher Länder. In dieser Funktion wirkte er an der Währungsreform mit, durch die in den drei westlichen Besatzungszonen Deutschlands 1948 die D-Mark eingeführt wurde.
Veit habilitierte sich 1947 an der Universität Frankfurt für Volkswirtschaft und wurde im Jahr darauf zum außerplanmäßigen Professor ernannt. Nach Gründung der Bundesrepublik Deutschland wurde er 1949 in den Wissenschaftlichen Beirat beim Bundesministerium für Wirtschaft berufen und im selben Jahr in die Mont Pèlerin Society aufgenommen. Im Jahr 1952 wurde er auf den Stiftungslehrstuhl für Volkswirtschaftslehre, insbesondere Währungs- und Bankpolitik, berufen und zum Direktor des Instituts für Kreditwesen der Frankfurter Universität ernannt. Von 1957 bis zu seiner Emeritierung 1969 war er ordentlicher Professor für Wirtschaftliche Staatswissenschaften. Von 1956 bis 1962 war er Vorstandsmitglied der Allgemeinen Gesellschaft für Philosophie in Deutschland.
Veit war ab 1920 in erster Ehe mit Marga Kleinschmidt (1899–1986), Tochter eines Frankfurter Reeders und Kohlenhändlers, verheiratet. Das Paar bekam einen Sohn. Die zweite Ehe ging Veit 1935 mit Viktoria von Leyden ein, Tochter eines hochrangigen Juristen und Enkelin des Medizinprofessors Ernst von Leyden sowie des Industriellen und liberalen Politikers Leonor Reichenheim (1913–1993). Aus dieser Ehe gingen zwei Kinder hervor, darunter die Literaturwissenschaftlerin Flora Veit-Wild (* 1947), die Professorin für Literaturen und Kulturen Afrikas wurde.

## Ehrungen
- 1954: Großes Verdienstkreuz der Bundesrepublik Deutschland

## Schriften (Auswahl)
- Die Tragik des technischen Zeitalters. Berlin 1935
- Die Zukunft des Goldes. Stilke, Berlin 1937.
- Die Flucht vor der Freiheit. Klostermann, Frankfurt a. M. 1947
- Volkswirtschaftliche Theorie der Liquidität. Klostermann, Frankfurt a. M. 1948
- Soziologie der Freiheit. Klostermann, Frankfurt a. M. 1947
- Christlich-jüdische Koexistenz. 2. Aufl. Frankfurt a. M. 1971 [1965]
- Reale Theorie des Geldes, Tübingen 1966
- Ambivalenz von Mensch und Welt. Frankfurt (Main) 1981, ISBN 3-88323-256-4